# جويل تورنر
جويل تورنر (بالإنجليزية: Joel Turner)‏ هو سياسي أمريكي، ولد في 1820، وتوفي في 1888. حزبياً، نشط في الحزب الديمقراطي.